# فيكي كالوجيرا

## فيكي كالوجيرا
فاسيليكي كالوجيرا عالمة فيزياء فلكية يونانية. هي أستاذة في جامعة نورث وسترن ومديرة مركز الاستكشاف والبحث العلمي، متعدد التخصصات في الفيزياء الفلكية (CIERA). وهي عضو قيادي في LIGO Collaboration التي لاحظت موجات الجاذبية في عام 2015. يعد Kalogera من رواد النظريات في دراسة الموجات التثاقلية، وانبعاث الأشعة السينية من الأجسام الثنائية المدمجة وخلط ثنائيات النجوم النيوترونية

## النشأة والتعليم
ولدت كالوجيرا في عام 1975 في سيريس، اليونان. حصلت على درجة البكالوريوس في الفيزياء في عام 1992 من جامعة ثيسالونيكي. التحقت بجامعة إلينوي في أوربانا- شامباين في مدرسة الدراسات العليا، حيث أكملت درجة الدكتوراه في علم الفلك في عام 1997. انضمت إلى مركز هارفارد سميثسونيان للفيزياء الفلكية كزميلة ما بعد الدكتوراه في جامعة ف. أ. وحصلت على زمالة كلاي في عام 2000. التحقت بالكلية في قسم الفيزياء وعلم الفلك في جامعة نورث ويسترن في عام 2001.

## الحياة المهنية والبحث
كالوجيرا هي أستاذة الفيزياء وعلم الفلك في جامعة نورث ويسترن. وهي تشغل منصب مدير مركز الاستكشاف والبحوث المتعددة التخصصات في الفيزياء الفلكية ( CIERA). تغطي أبحاثها الحالية مجموعة من المواضيع في الفيزياء الفلكية النظرية، بما في ذلك دراسة موجات الجاذبية التي اكتشفها ليغو، وتطوير نماذج لثنائيات الأشعة السينية، LSST، والتنبؤ بذرية سوبرنوفا.

## الجوائز والتكريمات
في عام 2002، فازت كالوجيرا بجائزة آني جامب كانون من الجمعية الفلكية الأمريكية، التي تعترف بالبحوث المتميزة لباحثة ما بعد الدكتوراه.ي عام 2008، حصلت على جائزة ماريا غويبرت ماير من الجمعية الفيزيائية الأمريكية لدراستها لتطور ومصير الأجسام الثنائية المدمجة.
في عام 2016 مُنحت جائزة هانز بيت للجمعية الفيزيائية الأمريكية (APS) لمساهماتها في دراسة إشعاع الموجة الكهرومغناطيسية والجاذبية من الأجسام الثنائية المدمجة.
في عام 2018 مُنحت جائزة داني هاينمان للفيزياء الفلكية لعملها في دراسة الثقوب السوداء والنجوم النيوترونية والأقزام البيضاء في الأنظمة الفيزيائية الفلكية.
تعمل كالوجيرا في مجلس إدارة LSST.
تم انتخاب كالوجيرا في الأكاديمية الوطنية الأميركية للعلوم في مايو 2018.